# Сири, Флоран Эмилио
Флора́н Эми́лио Сири́ (фр. Florent-Emilio Siri; род. 2 марта 1965, Сент-Авольд) — французский кинорежиссёр, сценарист.

## Биография
Флоран Эмилио Сири родился 2 марта 1965 года во Франции, в регионе Лотарингия (в этой местности происходит действие в его первом фильме). Учился в Сорбонне под руководством режиссёра Эрика Ромера.
В 26 лет он начал свою карьеру в качестве режиссёра музыкальных видеоклипов: в период с 1991 по 2000 год он снял клипы для французских рэперов «Alliance Ethnik», Akhenaton, марсельской хип-хоп команды «Def Bond», «Expression Direkt», Freeman, IAM и т. д.

## Творчество
В 1998 году Флоран Эмилио Сири снял фильм «Одна минута молчания» (фр. Une minute de silence), а в 2002 году «Осиное гнездо» (фр. Nid de guêpes). После успеха его первого художественного фильма к Сири обратился актёр Брюс Уиллис с предложением совместной работы над картиной Заложник в 2005 году. В 2007 году он выпустил фильм «Близкие враги» (фр. L’Ennemi intime) о войне в Алжире в 1959 году.
На всех своих фильмах Сири работал с композитором Александром Деспла и оператором Джованни Фьоре Кольтеллаччи.

## Фильмография
- 1998 — Одна минута молчания / Une minute de silence
- 2002 — Осиное гнездо / Nid de guêpes
- 2005 — Заложник / Hostage
- 2007 — Близкие враги / L’Ennemi intime
- 2012 — Мой путь / Cloclo
- 2015 — Полный пансион / Pension complète